# Choisy-le-Roi - Tours - Choisy-le-Roi
Choisy-le-Roi - Tours - Choisy-le-Roi est une ancienne course cycliste française, d'une distance de 470 kilomètres, disputée le 21 mai 1893, entre Choisy-le-Roi, alors dans le département de la Seine, et Tours, dans le département d'Indre-et-Loire.

## Palmarès
| Année | Vainqueur            | Deuxième        | Troisième    |
| ----- | -------------------- | --------------- | ------------ |
| 1893  | Jean-Théodore Joyeux | Gaston Rivierre | Louis Méline |